# Валявишки чукар
Валявишки чукар е гранитен връх в Пирин планина. Висок е 2664 метра. Разположен е в северния дял на Пирин на главното билото, при допирната точка на трите циркуса - Белемето, Валявишки и Превалски.
На югозапад по главното било, в непосредствена близост до Валявишки чукар, е разположен малко по-нисък безимен връх. Двата върха са свързани с плитка седловина и образуват характерен отделен и запомнящ се масив с остри форми, гледан от Тевно езеро. На югозапад от безименния връх се намира известната седловина Мозговишка порта (позната още като Винарска порта). През нея минават основните пътеки от главното било и хижа Демяница до Тевно езеро и местността Мозговица.
По северния склон на Валявишки чукар има оформени два масивни скални ръба, покрити с едри гранитни блокове и обрасли на места с клек. Единият ръб се спуска от върха в посока северозапад и ограничава Превалския циркус от изток. Другият ръб се спуска в посока североизток и достига непосредствено до брега на голямото Валявишко езеро.
На изток от Валявишки чукар главното било се понижава силно и върви към съседния връх Момини двори. Югоизточните склонове на Валявишки чукар са покрити с каменопад от гранитни блокове и опират в бреговете на Тевно езеро.
Валявишки чукар може да се изкачи лесно по ръба на изток за около 20 минути, тръгвайки от заслон Тевно езеро.